# Safariland
Safariland, LLC — американський виробник особистого спорядження для правоохоронців, військовиків і цивільних осіб. До 2012 входила до складу британської оборонної та аерокосмічної компанії BAE Systems.

## Історія
Компанію було засновано в 1964 році у Сьєрра-Мадре (Каліфорнія). Засновник Ніл Перкінс назвав свою нову компанію на честь африканських сафарі, на які їздив з батьком.
У 1999 році Safariland була придбана компанією American Body Armor поміж інших брендів в галузі товарів для правоохоронців та увійшла до Armor Holdings, диверсифікованої холдингової компанії з трьома виробничими підприємствами.
У липні 2007 року BAE Systems придбала Armor Holdings, перейменувавши Armor Holdings Products Group на BAE Systems Product Group. Оскільки Safariland був у цій групі найбільш визнаним і шанованим виробником, у серпні 2008 року BAE Systems Products Group було перейменовано на Safariland, що зробило цей бренд основним серед інших 19 міжнародних брендів групи.
У травні 2012 року BAE оголосила про продаж компанії Kanders & Company за 124 мільйони доларів.
У 2013 році Safariland придбала компанію Mustang Survival, яка виробляє обладнання для виживання у воді та в повітрі; литовського виробника засобів захисту Arveka TGS; виробника обладнання для знешкодження вибухових боєприпасів Med-Eng і виробника комунікаційного обладнання Tactical Command Industries (TCI).
З 2015 року Safariland долучилася до ринку дистрибуції обладнання, придбавши Atlantic Tactical, Lawmen's Safety Supply та United Uniforms.
28 червня 2015 року Safariland придбала виробника нагрудних відеореєстраторів Vievu.
У 2015 році кобура 6378USN ALS виробництва компанії Safariland (для Glock 19 з ліхтарем) отримала нагороду Brilliance від Opticsplanet за найкращу тактичну кобуру.
30 вересня 2015 року Safariland придбала 65 % акцій компанії Rogers Holster і підписала опціон на придбання решти 35 % у співробітників Rogers до кінця року. Після придбання акцій Rogers Holster продовжує працювати незалежно.
У січні 2017 року Safariland придбала канадську компанію Pacific Safety Products і британські Aegis Engineering та LBA International, утворивши компанію Safariland UK. У тому ж році до Safariland увійшла GH Armor, американська філія Pacific Safety Products.
04 травня 2018 року компанія VIEVU була придбана компанією Axon Enterprise, яка також уклала довгострокову угоду про співпрацю з Safariland, яка стала основним постачальником кобур для електрошокерів Axon TASER.
У 2018 році збройних сил США обрали Safariland як виробника кобур для своїх нових пістолетів SIG Sauer M17.
21 червня 2019 року Mustang Survival була придбана WING Group і відділена від Safariland.
09 червня 2020 року компанія Safariland оголосила про відчуження своїх сегментів Defence Technology і Monadnock, що займаються виробництвом спецзасобів для боротьби з масовими заворушеннями (сльозогінний газ, гумові кулі, кийків тощо). Safariland стверджує, що це зроблено нею з метою повністю зосередитися на виробництві основних продуктів.

## Продукція
Safariland виробляє та розповсюджує широкий спектр обладнання під низкою брендів.
- Safariland:
  - кобури службові, тактичні, спортивні, для прихованого носіння. Доступні різні матеріали, вигляд, методи замикання й аксесуари для носіння.
  - службові аксесуари, у тому числі сумки для кайданок, сумки для магазинів, ремені тощо.
  - обладнання для індивідуальних засобів зв'язку;
  - засоби захисту слуху (протишумові навушники, вушні затички);
  - засоби індивідуального бронезахисту, у тому числі бронежилети прихованого носіння та системи MOLLE.
- Bianchi:
  - кобури, у тому числі службові та для прихованого носіння. Доступні різні матеріали, вигляд і методи замикання.
  - службові аксесуари, у тому числі сумки для наручників, сумки для магазинів, ремені тощо.
- Break Free — рушничне мастило.
- Forensics Source: обладнання для судової експертизи, загороджувальні стрічки[en], обладнання для маркування на місці злочину тощо.
- Hatch — рукавички, сумки, наколінники.
- Med-Eng:
  - вибухозахисні костюми, в тому числі шоломи, системи охолодження тощо;
  - роботизовані системи для знешкодження вибухових пристроїв;
  - інструменти для пошуку та знешкодження пристроїв:
  - вибухозахищені сидіння для різноманітних транспортних засобів.
- PROTECH:
  - засоби індивідуального бронезахисту, в тому числі бронежилети, бронепластини, балістичні щити тощо.
  - броня для транспортних засобів, у тому числі для плавзасобів і літальних апаратів тощо;
  - стійки і бронещити для кулеметів M60, M240, Mk 48, M249, M2, ДШК, ПКМ, а також гранатомета Мk 19.
- TCI — індивідуальні засоби зв'язку.